# Saint-Georges-d'Espéranche
 Saint-Georges-d'Espéranche  es una población y comuna francesa, en la región de Ródano-Alpes, departamento de Isère, en el distrito de Vienne y cantón de Heyrieux.

## Demografía
| 1369 | 1411 | 1589 | 1981 | 2221 | 2840 |
| Para los censos de 1962 a 1999 la población legal corresponde a la población sin duplicidades (Fuente: INSEE [Consultar]) |      |      |      |      |      |